# The Animals (americké album)
The Animals je americké debutové album britské kapely The Animals. Bylo vydáno v září 1964 a obsahuje mnoho klasických R&B skladeb, jejichž autory jsou například Chuck Berry, Fats Domino nebo John Lee Hooker, stejně jako hit „The House of the Rising Sun“. Britské album se stejným názvem The Animals bylo vydáno o měsíc později a od tohoto se značně liší.

## Seznam skladeb

### Strana 1
1. „The House of the Rising Sun“ (tradiční, aranže Alan Price) – 2:59
2. „The Girl Can't Help It“ (Bobby Troup) - 2:20
3. „Blue Feeling“ (Jimmy Henshaw) - 2:28
4. „Baby Let Me Take You Home“ (Wes Farrell, Bert Russell) - 2:18
5. „The Right Time“ (Lew Herman) - 3:42
6. „Talkin' 'Bout You“ (Ray Charles) - 1:55

### Strana 2
1. „Around and Around“ (Chuck Berry) - 2:44
2. „I'm in Love Again“ (Dave Bartholomew, Fats Domino) - 2:59
3. „Gonna Send You Back to Walker“ (Johnnie Mae Matthews) - 2:22
4. „Memphis, Tennessee“ (Chuck Berry) - 3:04
5. „I'm Mad Again“ (John Lee Hooker) - 4:15
6. „I've Been Around“ (Fats Domino) - 1:35

## Obsazení
- Eric Burdon – zpěv
- Alan Price – klávesy
- Hilton Valentine – kytara
- Chas Chandler – baskytara
- John Steel – bicí